# Milwaukee Chiefs
Die Milwaukee Chiefs waren ein US-amerikanisches Eishockeyfranchise der International Hockey League in Milwaukee, Wisconsin.

## Geschichte
Der Verein wurde 1952 gegründet und trat folglich in der International Hockey League an. In der ersten Spielzeit gewannen die Chiefs 15 Partien und verloren weitere 42. Mit insgesamt 33 Punkten belegte das Team den dritten Tabellenrang nach der Hauptrunde der IHL. Die folgende Spielzeit 1953/54 verlief ebenfalls nicht erfolgreich. Die Chiefs platzierten sich auf den neunten Rang und erreichten mit 29 Punkten sogar vier weniger als in der Saison 1952/53. Im Sommer 1954 wurde der Klub wieder aufgelöst.

## Saisonstatistik
Abkürzungen: GP = Spiele, W = Siege, L = Niederlagen, T = Unentschieden, OTL = Niederlagen nach Overtime SOL = Niederlagen nach Shootout, Pts = Punkte, GF = Erzielte Tore, GA = Gegentore, PIM = Strafminuten
| Saison  | GP | W  | L  | T | OTL | SOL | Pts | GF  | GA  | Platz   | Playoffs |
| 1952–53 | 60 | 15 | 42 | 3 | —   | —   | 33  | 234 | 350 | 6., IHL |          |
| 1953–54 | 64 | 13 | 48 | 3 | —   | —   | 29  | 187 | 343 | 9., IHL |          |